# Claude Sturni
Claude Sturni, né le 25 août 1962 à Haguenau, est un homme politique français. 
Il est maire de Haguenau depuis 2008, député de la neuvième circonscription du Bas-Rhin de 2012 à 2017, président de la communauté d'agglomération de Haguenau depuis 2017 et conseiller régional du Grand Est depuis 2021.

## Biographie
Diplômé de l'École de management de l’Université de Strasbourg (à l'époque Institut d'études commerciales supérieures), il fait carrière au sein d'une entreprise américaine de biotechnologie implantée en Alsace. 
Directeur général du site de Molsheim (Bas-Rhin), il développe le projet industriel passant de 300 salariés à plus de 1 100 en 2008. Il est ensuite devenu président de la filiale française du groupe et vice-président Europe, chargé des ressources humaines. Claude Sturni a également dirigé une usine de cette entreprise en Irlande.
Il parle couramment l'anglais, l'allemand et le dialecte alsacien[réf. nécessaire].

### Parcours politique
En 1989 il entre en politique en étant élu conseiller municipal de Haguenau, puis devient adjoint chargé de la jeunesse lors des prochaines élections de 1995. À ce poste, il est notamment à l’origine de la création du Conseil municipal des enfants et de celui des jeunes. A nouveau élu sur la liste victorieuse en 2001, il se voit confier la fonction d'adjoint au maire chargé de la culture. 
A la tête d'une liste sans étiquette, il est élu maire de Haguenau en 2008, poste auquel il sera réélu au premier tour en mars 2014. Dès lors il décide d'arrêter son activité professionnelle pour se consacrer pleinement à son mandat de maire.
En 2010, il est élu conseiller régional indépendant sur la liste « Majorité alsacienne » conduite par Philippe Richert. À ce titre, il assure la présidence de la commission « Culture, identité régionale et bilinguisme » et la vice-présidence de la commission « Innovation, recherche et enseignement supérieur ».  
En juin 2012, il devient député de la 9e circonscription du Bas-Rhin. Élu au second tour sous une étiquette « divers droite », il est apparenté au groupe UMP puis LR à l'Assemblée nationale et membre de la commission des Affaires culturelles. En application de la loi sur le cumul des mandats, il démissionne en 2012 du conseil régional d'Alsace.
Le 27 novembre 2012, il adhère au groupe Rassemblement UMP présidé par François Fillon, jusqu'à la dissolution de ce groupe dissident le 15 janvier 2013. En février 2013, il vote contre la loi accordant le droit de mariage aux personnes de même sexe.
Fin 2014, il est nommé membre du Comité d'évaluation et de contrôle des politiques publiques, organe interne de l'Assemblée nationale exerçant ses prérogatives de contrôle sur l'action de l'exécutif.
Il soutient François Fillon pour la primaire présidentielle des Républicains de 2016.
Le 9 janvier 2017, il est élu président de la communauté d'agglomération de Haguenau.
Le 27 juin 2021, il est élu conseiller régional du Grand Est. Il est deuxième vice-président délégué au développement économique depuis le 23 janvier 2023.